# Brian Austin Green
Brian Austin Green (* 15. července 1973 Los Angeles, Kalifornie) je americký herec.
Jeho rodiče se jmenují Joyce a George L. Green. Má také nevlastní sourozence, bratra Keithe a sestru Lorelei. Brianův otec byl country-westernový umělec a často ho sebou brával na živá westernová představení, což v Brianovi samozřejmě vzbudilo zájem o svět hudby. Své prostřední jméno „Austin“ Brian dostal od svých rodičů v devíti letech, aby se odlišil od jiného herce se stejným jménem.
Jeho první rolí na plný úvazek byla postava Briana Cunninghama v seriálu Knots Landing (1979). Hvězdou se však stal později, a to jako David Silver v televizním seriálu pro mladé Beverly Hills 90210 (1990). Taktéž se objevil v několika televizních filmech jako např. v thrilleru Her Costly Affair (1996) a Tátou proti své vůli (Unwed Father, 1997) nebo jako hostující herec v televizních seriálech Saved By The Bell: The College Years (1993) a Sabrina – mladá čarodějnice (Sabrina, The Teenage Witch, 1996).
V roce 1996 vydal album One Stop Carnival. Hudbě, zejména hip-hopu, se věnuje i nyní, a to především se svou produkční společností a vlastním nahrávacím studiem.
Další roli získal v seriálu Resurrection Blvd. (2000) jako „Luke Bonner“, dále v nezávislém snímku Výzva (Purgatory Flats, 2002) opět jako „Luke Bonner“, nebo jako „Jack O'Malley“ v kriminálním dramatu Southside (2001). Většinu rolí však získává jako televizní herec, ale např. v roce 2005 si zahrál s Keirou Knightley v akčním krimi dramatickém thrilleru Domino (2005). V témže roce natáčel Brian Green komediální sitcom Freddie, v hlavní roli s Freddiem Prinzem Jr. V USA si Brian Austin Green opět získal své fanoušky, jenže tentokrát ne jako David z Beverly Hills 90210, ale jako „Derek Reese“, neohrožený bojovník hnutí odporu, v televizním seriálu Terminátor: Příběh Sáry Connorové (2007).
Se svou bývalou dlouholetou přítelkyní Vanessou Marcil, která s ním také hrála v seriálu Beverly Hills 90210, má syna Kassia Lijah Marcil-Greena, který se narodil 30. března 2002.